# SAR-Klasse GDA
Die Fahrzeuge der Klasse GDA der South African Railways (SAR) waren Gelenklokomotiven der Bauart Garratt. Die fünf 1929 gelieferten Maschinen waren mit Achslasten von 13,9 t für den Nebenbahnbetrieb bestimmt; die Achsfolge war (1'C1')(1'C1').
Die Konstruktion der Lokomotiven basierte auf der Klasse GD, wurden jedoch von Linke-Hofmann gebaut – als einzige Garratts dieses Herstellers.
Anders als die Klasse GD hatten die GDA eine runde Stehkesseldecke sowie Wassertanks mit gewölbter Oberseite und abgerundeten oberen Längskanten. Der Kessel hatte bei gleicher Rostfläche einen größeren Durchmesser und etwas vergrößerte Heiz- und Überhitzerflächen. Bei gleichen Wasser- und Kohlevorräten lag die Achslast der GDA rund eine Tonne höher als die der GD.
Zunächst waren die Maschinen auf der Nordküstenstrecke in Natal beheimatet, wo sie in Stanger stationiert waren. Später kamen sie nach Port Elizabeth und wurden auf der Strecke nach Grahamstown eingesetzt.
Zuletzt wurden die beim Personal wenig beliebten Lokomotiven für Schotterzüge verwendet. Zwei Exemplare sind – nicht betriebsfähig – erhalten geblieben: Nr. 2257 steht als Denkmal auf dem Bahnhofsvorplatz in Grahamstown, Nr. 2259 gehört zum South African National Railway and Steam Museum in Krugersdorp.